# Grliste
Grliste (Servisch: Грлиште) is een dorp in het oosten van Servië in de buurt van Zaječar en de grens met Bulgarije. Het dorp heeft de meeste bekendheid door het nabijgelegen waterreservoir. In het dorp zijn op vier plaatsen thermale waterbronnen die door de lokale bevolking worden gebruikt voor hun dagelijkse behoefte aan water. De lokale bevolking leeft voornamelijk van landbouw en veeteelt, waarvan het overschot op de markt van Zejacar wordt verkocht. Tegenwoordig is een deel van de bevolking werkzaam in Zajecar.
De populatie is rond de 1200 personen, die overwegend Servisch-orthodox zijn.

## Infrastructuur
Grliste heeft een lagere school voor de eerste acht groepen, en een basaal netwerk voor water en elektriciteit. Riolering en afvalverwerking zijn echter problematisch, evenals de onregelmatige postbezorging. De gemeenschap heeft op korte termijn behoefte aan verbetering van het lokale wegennet en een voorziening voor overleden dieren.

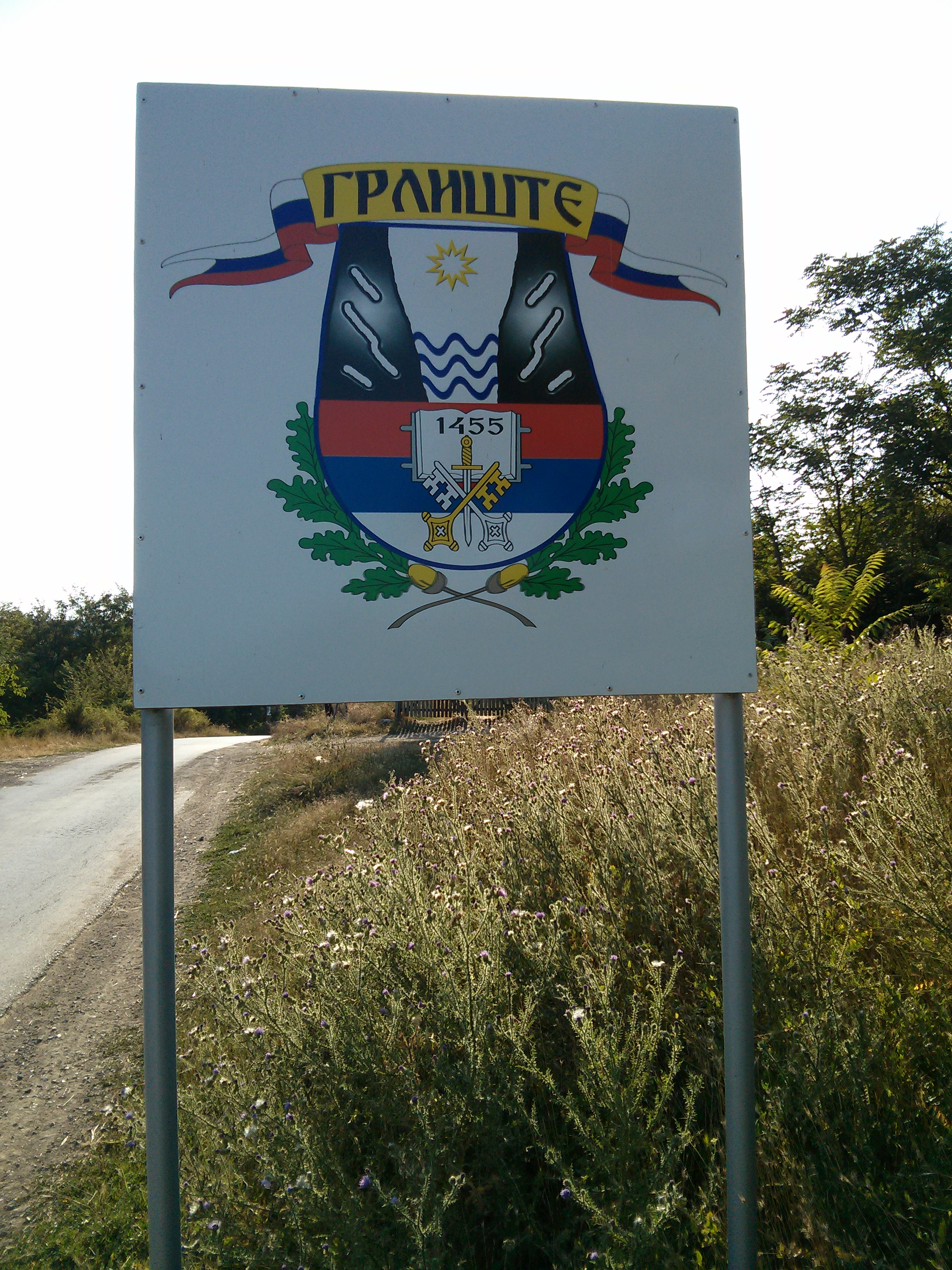